# حديقة الرجمة الوطنية
حديقة الرجمة الوطنية هي متنزه وطني في ليبيا. وهي منطقة رطبة ومحمية، تقع داخل منطقة الجبل الغربي، جنوب طرابلس، وهي منطقة غير ساحلية، مما يعني ليس لديها التنوع الساحلي الموجود في بعض مناطق البلاد، حيث تشتهر هذه المنطق، مثل أبو غيلان، بجبالها ومناخها الصحراوية القاسية، وتوجد فيها السحالي والثعابين والقوارض، كما تعيش فيها ثدييات الصحراء، مثل الضباع والقطط البرية، وتشتهر أيضًا بكثرة وجود أشجار النخيل وكذلك أشجار التين والزيتون.